# Josep Maria Espinàs i Massip
Josep Maria Espinàs i Massip   (Barcelona, 7 de març de 1927 - Barcelona, 5 de febrer de 2023) fou un escriptor i periodista català conegut del gran públic per les novel·les, per les cròniques de viatges i pels articles periodístics.
Fou autor d'una extensa obra narrativa amb la qual va aconseguir el Premi d'Honor de les Lletres Catalanes, el Premi Joanot Martorell, el Premi Sant Jordi i el Premi Víctor Català. També va ser el cofundador d'Els Setze Jutges i de l'editorial La Campana.

## Biografia

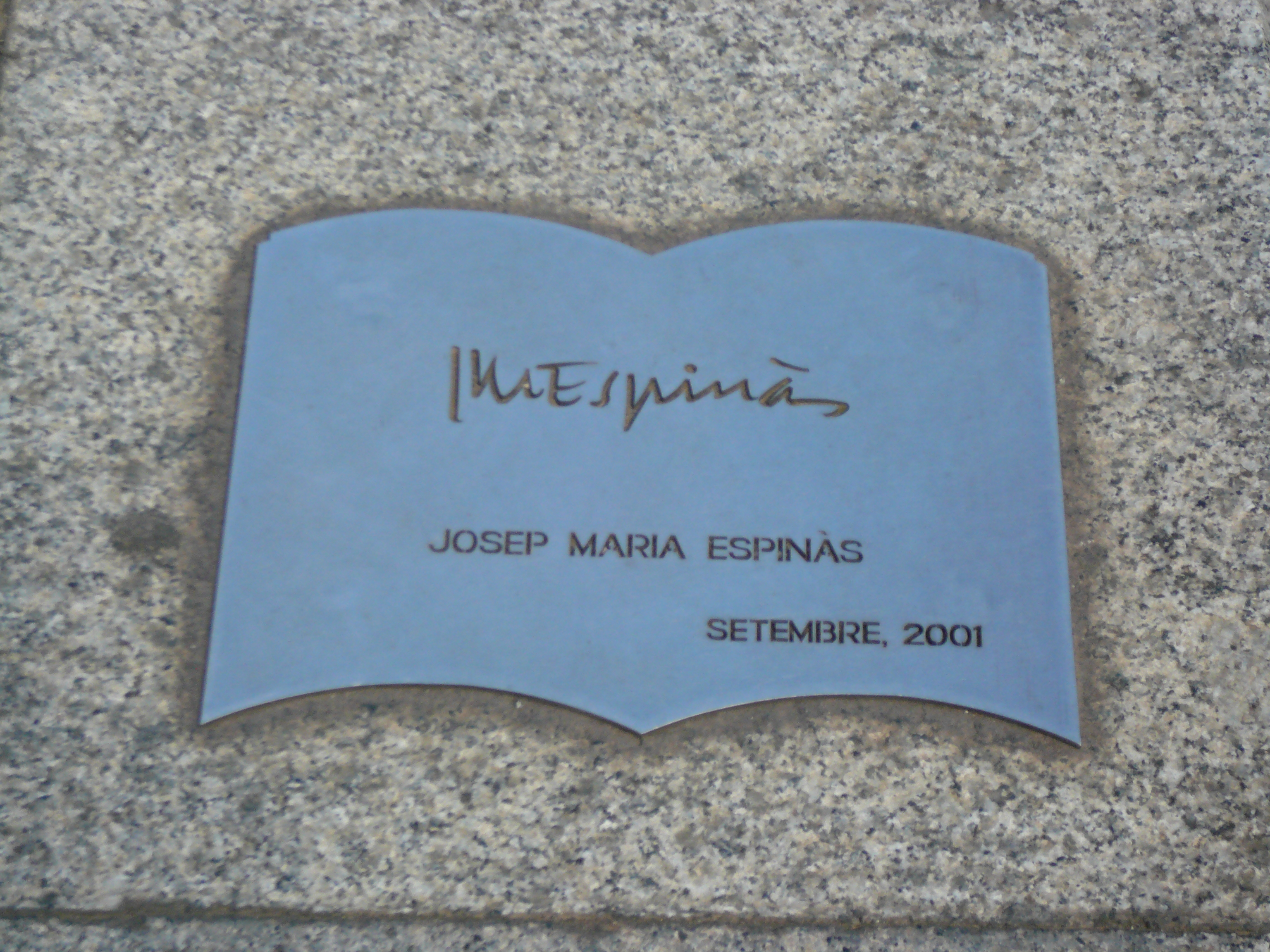
Placa amb la signatura de Josep Maria Espinàs al monument al llibre (Barcelona)

Va néixer el 1927 a la ciutat de Barcelona, fill de Josep Espinàs Santomà i de Marcel·la Massip Ubis. Va estudiar als Escolapis fins al 1945, any en què va entrar a la Facultat de Dret de la Universitat de Barcelona, on es llicencià el 1949. El mateix any guanyà el premi Guimerà amb el seu primer article.El 1955 va entrar a treballar a l'Editorial Destino i va deixar l'advocacia.
Josep Maria Espinàs va morir el 5 de febrer de 2023 als 95 anys,

## Autor de llibres
L'any 1953 es va donar a conèixer com a escriptor quan va obtenir el Premi Joanot Martorell amb la novel·la Com ganivets o flames. A partir d'aquell moment començà a tenir un notable èxit de públic lector amb: Dotze bumerangs (1954) i El gandul (1955). Però fou amb la traducció a l'anglès, als Estats Units, el 1961, de Tots som iguals (1956) que obtingué també el reconeixement internacional, gràcies a elogioses crítiques del New York Herald Tribune, el New York Times, el Washington Post, i fins i tot la revista Book of the month seleccionà el llibre entre dotze de tot el món.
Més endavant va escriure La trampa (1956), el recull Variétés (1958), amb el qual va obtenir el premi de narracions Víctor Català, Cita de narradors, recull d'articles de diversos narradors parlant cadascun de l'obra d'un altre, que obtingué el premi Josep Yxart (1957), i la més acostada al realisme social, Combat de nit (1959).
El 1961 va guanyar el Premi Sant Jordi de novel·la amb l'obra L'últim replà, i entrà en una llarga etapa amb poquíssima producció novel·lística només exceptuada per La collita del diable (1968) i Vermell i passa (1992).
El 1986 va publicar unes emotives cartes adreçades a la seva filla sota el títol El teu nom és Olga, que va ser un èxit editorial i objecte de nombroses traduccions, a part de contribuir al coneixement de la relació amb una filla amb síndrome de Down.
Va excel·lir en el conreu de llibres de viatges i obres de divulgació, entre les quals destaquem Ciutats de Catalunya (1956-1958), Viatge al Pirineu de Lleida (1957; que feu amb Camilo José Cela), Carrers de Barcelona (1961), Viatge al Priorat (1962), Viatge a la Segarra (1972), El llibre de la diada (1975), Visions de Cadaqués (1978), Imatges de Catalunya i Balears (1979), Geografia de Catalunya (4 volums) (1982), Catalunya: transports metropolitans (1988), A peu per la Terra Alta (1989) o A peu per la Llitera (1990). A mitjans de la dècada de 1990 va escriure uns reportatges atípics com ara Viatge als grans magatzems (1993) i A peu per la terra cremada (1995); en aquest últim, descriu un recorregut per contrades de la Catalunya interior devastades pels incendis de l'estiu del 1994.

## Activitat periodística
El 23 d'abril de 1976 començà la publicació diària al nou diari Avui amb el títol A la vora de..., que va mantenir de manera ininterrompuda fins al gener de 1999. Gràcies a aquesta columna va rebre diversos premis, com el premi Ciutat de Barcelona de periodisme l'any 1983, el premi AVUI d'articles periodístics el 1992 i el Premi Nacional de Periodisme l'any 1995, atorgat per la Generalitat de Catalunya. Llavors passà a col·laborar a El Periódico amb la columna d'opinió Petit observatori, en el qual va escriure fins al 2019. Els articles d'Espinàs es caracteritzen per l'amenitat i la diversitat de temes tractats des de diversos tons, mostrant la faceta d'un home molt humà i terriblement cívic. "No tinc un sistema anglès de treball: fer-me una tassa de te, mirar-me el jardí i escriure l'article -deia l'escriptor el 2013, després de publicar l'antologia Una vida articulada-. En 35 anys no he fallat mai, però això no vol dir que cada dia em posi, metòdicament, a fer un article a les 10 del matí. Potser un dissabte o un diumenge n'escric dos de seguits. Un altre dia, una notícia llegida al diari em fa pensar i escriure un comentari. Quan treballo a la nit mai no ho faig a màquina, perquè molestaria els veïns: escric a mà i l'endemà passo l'article a l'Olivetti"
També va conduir programes d'entrevistes a la televisió com Personal i intransferible, al Canal 33; Identitats, a TV3, del 1984 al 1988, i Senyals, al Canal 33, del 1989 al 1991.
Com a curiositats, fou autor de la lletra del Cant del Barça, amb Jaume Picas i música de Manuel Valls Gorina. A part d'haver viatjat a peu per les zones rurals de Catalunya, també ho ha fet per gairebé tot Europa, Israel, l'Índia, Nepal, Tailàndia, Malàisia, Hong Kong, el Japó i els Estats Units. Les seves obres s'han traduït a l'alemany, anglès, basc, castellà, francès, italià, japonès, neerlandès, portuguès i txec.

## Reconeixements
El 1983 va rebre la Creu de Sant Jordi concedida per la Generalitat de Catalunya. Premi Nacional de Cultura de Periodisme (1995): pels articles al diari Avui.
El 1999 va rebre el Premi Trajectòria. El 2002 fou guardonat amb el Premi d'Honor de les Lletres Catalanes, concedit per Òmnium Cultural, i el 2006 el seu llibre A peu per Mallorca fou guardonat amb el Premi Lletra d'Or.
El 17 de desembre de 2013 li fou concedit el premi Ofici de Periodista, guardó atorgat pel Col·legi de Periodistes de Catalunya a la trajectòria de «professionals que són una referència per al conjunt de la professió i que gaudeixen del respecte i l'estima dels seus companys». El mateix any la Facultat de Comunicació i el Grup d'Investigació d'Història de la Universitat Autònoma de Barcelona li va atorgar el premi Ploma d'Or.
L'any 2014 va rebre el Premi Memorial Francesc Macià, honor que distingia la seva defensa de la llengua i la cultura catalanes.
El 2015 fou distingit amb la Medalla d'Or de la Generalitat de Catalunya.

## Obra escrita

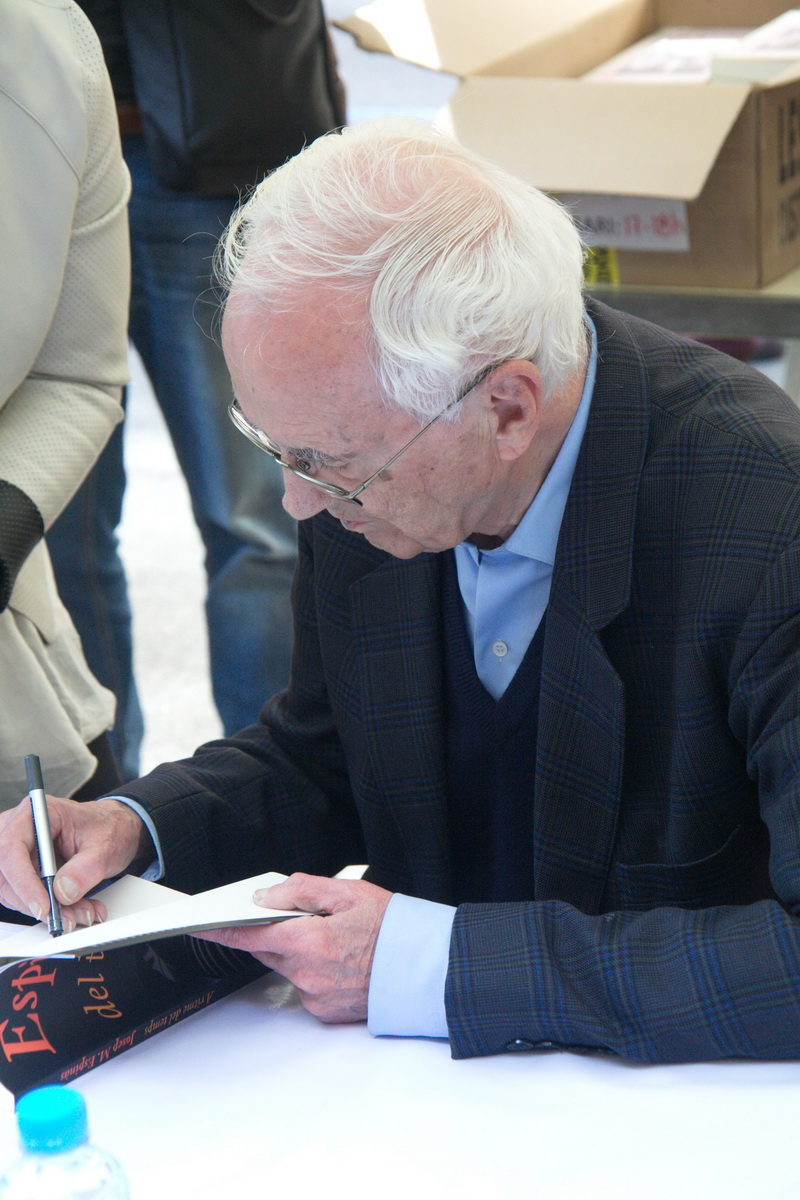
Espinàs a la Diada de Sant Jordi de 2015

### Narrativa breu
- Vestir-se per morir. Barcelona: Albertí, 1958.
- Variétés. Barcelona: Selecta, 1959.
- Els joves i els altres. Barcelona: Albertí, 1960.
- Els germans petits de tothom. Barcelona: La Galera, 1968.
- Guia de ciutadans anònims (amb dibuixos de Cesc). Barcelona: La Campana, 1993.
- Un racó de paraigua. Barcelona: La Campana, 1997.

### Novel·la
- Com ganivets o flames. Barcelona: Selecta, 1954.
- Dotze bumerangs. Barcelona: Albertí, 1954.
- El gandul. Barcelona: Selecta, 1955. 1955 edició Club de butxaca ISBN 8429805184
- Tots som iguals. Barcelona: Aymà, 1956.
- La trampa. Barcelona: Albertí, 1956.
- L'home de la guitarra. Barcelona: Albertí, 1957.
- Combat de nit. Barcelona: Aymà, 1959.
- L'últim replà. Barcelona: Club Editor, 1962.
- La collita del diable. Barcelona: Alfaguara, 1968.
- Vermell i passa. Barcelona: La Campana, 1992.

### Prosa no de ficció
- Les comarques del Principat, Barcelona: Edicions de la Rosa Vera, 1970. Amb gravats de Jaume Pla.
- Petit observatori. Barcelona: Pòrtic, 1971.
- La gent tal com és. Barcelona: Selecta, 1971.
- Visions de Cadaqués. Barcelona: Grup 33, 1978.
- Els nostres objectes de cada dia. Barcelona: Ed. 62, 1981. ISBN 9788429723038
- El teu nom és Olga. Barcelona: La Campana, 1986.
- Inventari de jubilacions. Barcelona: La Campana, 1992. ISBN 9788486491635
- L'ecologisme és un egoisme. Barcelona: La Campana, 1993.

### Prosa no de ficció (viatges)
- Viatge al Pirineu de Lleida. Barcelona: Selecta, 1957; Barcelona: La Campana, 2000.
- Viatge al Priorat. Barcelona: Selecta, 1962; Barcelona: La Campana, 2000.
- Viatge a la Segarra. Barcelona: Dopesa, 1972 ISBN 8472350711;Barcelona: La Campana, 2000. ISBN  978-8429724455
- A peu per la Terra Alta. Barcelona: La Campana, 1989.
- A peu per la Llitera. Barcelona: La Campana, 1990.
- A peu per l'Alt Maestrat. Barcelona: La Campana, 1991.
- A peu pels camins de cendra. Barcelona: La Campana, 1994.
- A peu per l'Alcalatén. Barcelona: La Campana, 1996.
- A peu pel Matarranya. Barcelona: La Campana, 1996.
- A peu pel Comtat i la Marina. Barcelona: La Campana, 1998.
- A peu per Castella. Barcelona: La Campana, 1999.
- A peu pel País Basc. Barcelona: La Campana, 2000.
- A peu per Extremadura. Barcelona: La Campana, 2001.
- A peu per Galícia. Barcelona: La Campana, 2002.
- A peu per Andalusia. Barcelona: La Campana, 2003.
- A peu per la Costa do Morte. Barcelona: La Campana, 2004.ISBN 9788495616470
- A peu per Mallorca sense veure el mar. Barcelona: La Campana, 2005.
- A peu per Aragó. El Somontano. Barcelona: La Campana, 2006.ISBN 9788495616760
- A peu per l'Alt Camp. Barcelona: La Campana, 2007.
- A peu per Múrcia. Barcelona: La Campana, 2009.

### Prosa no de ficció (periodisme literari)
- A la vora de l'Avui (6 vol.). Barcelona: La Llar del Llibre, 1977-1987.
- Una vida articulada. Barcelona: La Campana, 2013.ISBN 9788496735781

### Prosa no de ficció (memòries)
- El nen de la plaça Ballot. Barcelona: La Campana, 1988.
- Relacions particulars. Barcelona: La Campana, 2007.
- El meu ofici. Barcelona: La Campana, 2008.ISBN 9788496735156
- Entre els lectors i jo. Barcelona: La Campana, 2011
- A ritme del temps. Barcelona: La Campana, 2015.
- La vella capitana. Barcelona: La Campana, 2016.
- Temps afegit. Barcelona: La Campana, 2018.

### Prosa no de ficció (retrats literaris i entrevistes)
- Josep M. de Sagarra. Barcelona: Alcides, 1962.
- Identitats (3 vol.). Barcelona: La Campana, 1985-1988.ISBN 8486491096
- Lluís Llach. Història de les seves cançons explicada a Josep Maria Espinàs. Barcelona: La Campana, 1986.

### Altres
- Carrers de Barcelona. Barcelona: Selecta, 1961.
- Barcelona, blanc i negre (amb Xavier Miserachs). Barcelona: Aymà, 1964.
- Això també és Barcelona. Barcelona: Lumen, 1965.
- Diccionari català de falses etimologies: Edicions 62, 1984.
- Els germans petits de tothom. Barcelona: La Galera, 1988.
- Viatge pels grans magatzems. Barcelona: La Campana, 1993.
- Les 26 cançons infantils. Barcelona: La Campana, 2010. Juntament amb Francesc Burrull i pròleg de Lluís Llach. Inclou gravació en CD amb les 26 cançons infantils editades en quatre discos de 1967 al 1970.
- Cant del Barça, escrit amb Jaume Picas i amb música de Manuel Valls i Gorina, himne oficial del Futbol Club Barcelona des de 1974.

### Teatre
- És perillós fer-se esperar. Barcelona: Nereida, 1959.

### Obra escrita en castellà
- Guía del Pirineo de Lérida, 1958 [prosa no de ficció: viatges].
- Guía de Tarragona, Barcelona: Ed. Noguer, 1964 [prosa no de ficció: viatges].
- Pi de la Serra, Oviedo: Ed. Júcar, 1974 [prosa no de ficció].

## La Nova Cançó
L'any 1961 va ser uns dels impulsors de la Nova Cançó i un dels fundadors d'Els Setze Jutges. Ell mateix va cantar i enregistrar cançons de Georges Brassens, per iniciar el moviment, però quan aparegueren els cantants professionals es retirà. També va escriure i enregistrar la narració per a infants Viatge a la Lluna, amb música de Xavier Montsalvatge.
Discografia de Josep Maria Espinàs com a membre d'Els Setze Jutges:
- Espinàs canta Brassens (Josep Maria Espinàs) [1962]
- Cançons tradicionals catalanes (Josep Maria Espinàs) [1962]
- Espinàs canta les seves cançons (Josep Maria Espinàs) [1963]
- Nadal a casa (Josep Maria Espinàs - Maria Cinta) [1963]
- Tu no estàs sol (Josep Maria Espinàs) [1963]
- Josep Maria Espinàs i orquestra (Josep Maria Espinàs) [1964]
- Els planificadors (Josep Maria Espinàs) [1965]
- Els noctàmbuls (Josep Maria Espinàs) [1966]

L'any 2007 fou guardonat amb la Medalla d'Honor del Parlament de Catalunya en reconeixement de la tasca realitzada pels Setze Jutges.